# Joke Hagelen
Joke (Reitsma-) Hagelen (Amsterdam, 17 maart 1937 – Blaricum, 2 december 2020) was een Nederlandse hoorspelactrice.
Ze werd opgeleid op de hoorspelcursus van de Nederlandse Radio Unie. Ze werd lid van de NRU-hoorspelkern en werkte mee aan meer dan 500 hoorspelen in de periode van 1960 tot aan de opheffing van de hoorspelkern in 1986. Joke Hagelen heeft ook een aantal hoorspelen geregisseerd. Ze leende haar stem ook als stemacteur aan nasynchronisatie van tekenfilms. In de jaren zestig stond ze op de planken bij de Radiostad Comedie, het Gooise toneelgezelschap van Jetty Cantor en Maarten Kapteyn.
Bekende hoorspelen waaraan Hagelen meewerkte waren Als de klok 13 slaat (VARA 1963), 1984 (AVRO 1967) naar de roman van George Orwell, De verdwijning van Roger Starr (AVRO 1969) en Bedreigde stad (KRO 1970). Ook werkte ze mee aan Paul Vlaanderen, onder meer Paul Vlaanderen en het Alex-mysterie.
Joke Hagelen was getrouwd met de radiopresentator Gerard Reitsma. Zij was al enige tijd ziek toen ze op 82-jarige leeftijd stierf.